# 過剰摂取
過剰摂取（かじょうせっしゅ、英語: overdose、略称:OD）とは、身体あるいは精神にとって急性の有害な作用が生じるほどの量の薬物を使用することである。それによって一時的、あるいは永続的な影響があり、最悪の場合死亡することがある。過量服薬ともいう。
意図的な過剰摂取は、自殺企図を意味することがある。数では違法な薬物よりも、合法的な薬物における方が多い。
近年、医師から処方された向精神薬を過量服薬する例が相次いでいる。アメリカ合衆国での調査では、薬物による死亡は意図的でない死亡が多く、処方箋医薬品によるものが過半数である。日本で精神科の患者に対する多剤大量処方が問題となり、2012年の閣議決定で薬剤師の活用が提起されたが、2014年度からは一定数を超えた処方箋の診療報酬が減額することとなった。日本で、2010年に原因不明の死亡を司法解剖した約3,000人から、医薬品(841人、28%)やアルコール(22%)の検出が多く、医薬品の内訳は睡眠薬(306人、10%)、精神神経用薬(10%)である。一般用医薬品では、ドラッグストアで販売されている解熱鎮痛剤などが使われる。
英米では、医薬品の過剰摂取による死亡は、国際的な懸念となっている。アメリカでは、11年連続で過剰摂取による死亡が上昇し、2010年にはアルコール以外に38,329人の薬物過剰摂取による死亡があり、死亡の原因となっている薬物は一般医薬品や違法薬物ではなく、処方箋医薬品が原因となっているものが半数を超えている。そのうち、鎮痛剤に使われるオピオイド系薬物の関与が16,651人で最多、鎮静催眠剤であるベンゾジアゼピン系薬物が6,497人で第2位、3位に抗うつ薬が3,889人と続く。アメリカ合衆国で、特に死亡者の多いオピオイド系鎮痛薬による死亡者数は、医療大麻が合法化された州では減少している。

## 歴史

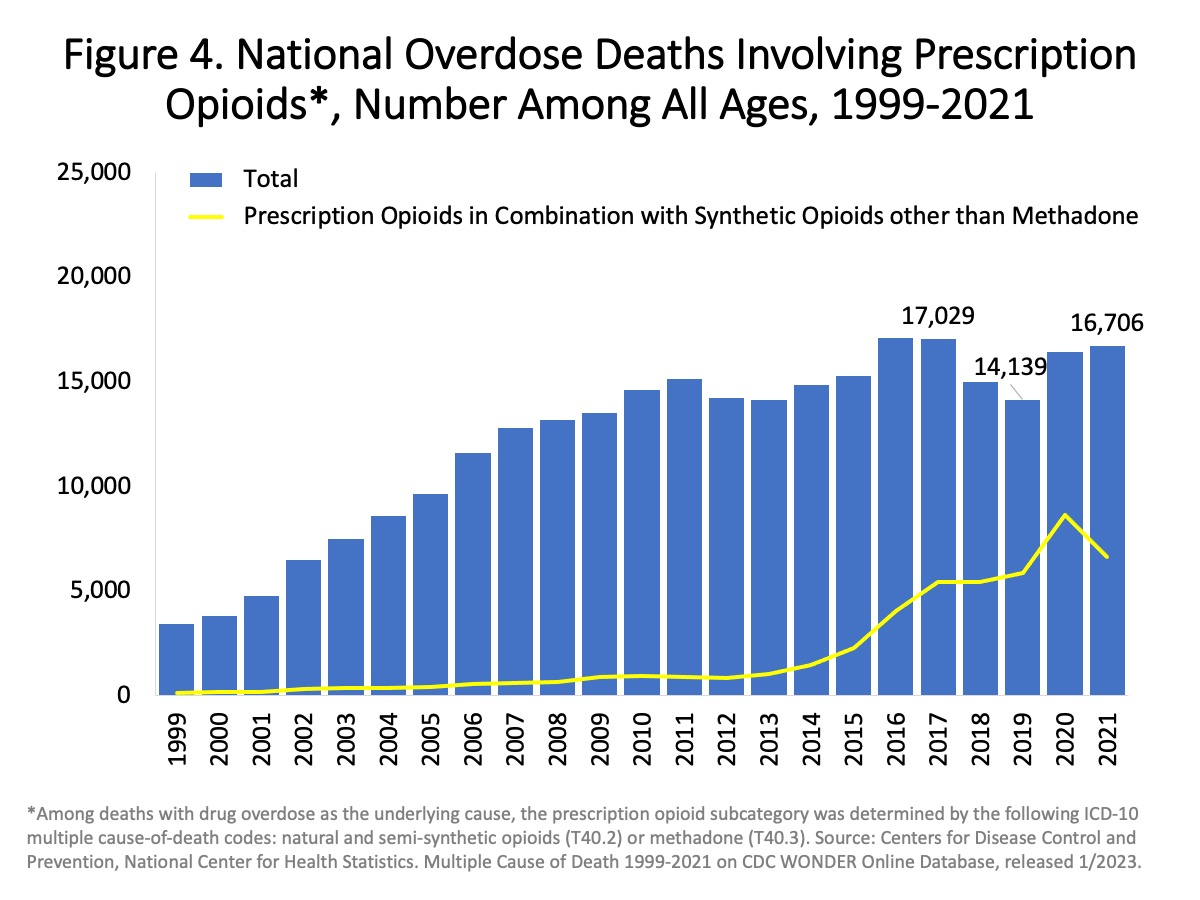
米国におけるオピオイド鎮痛薬過剰摂取死者数推移

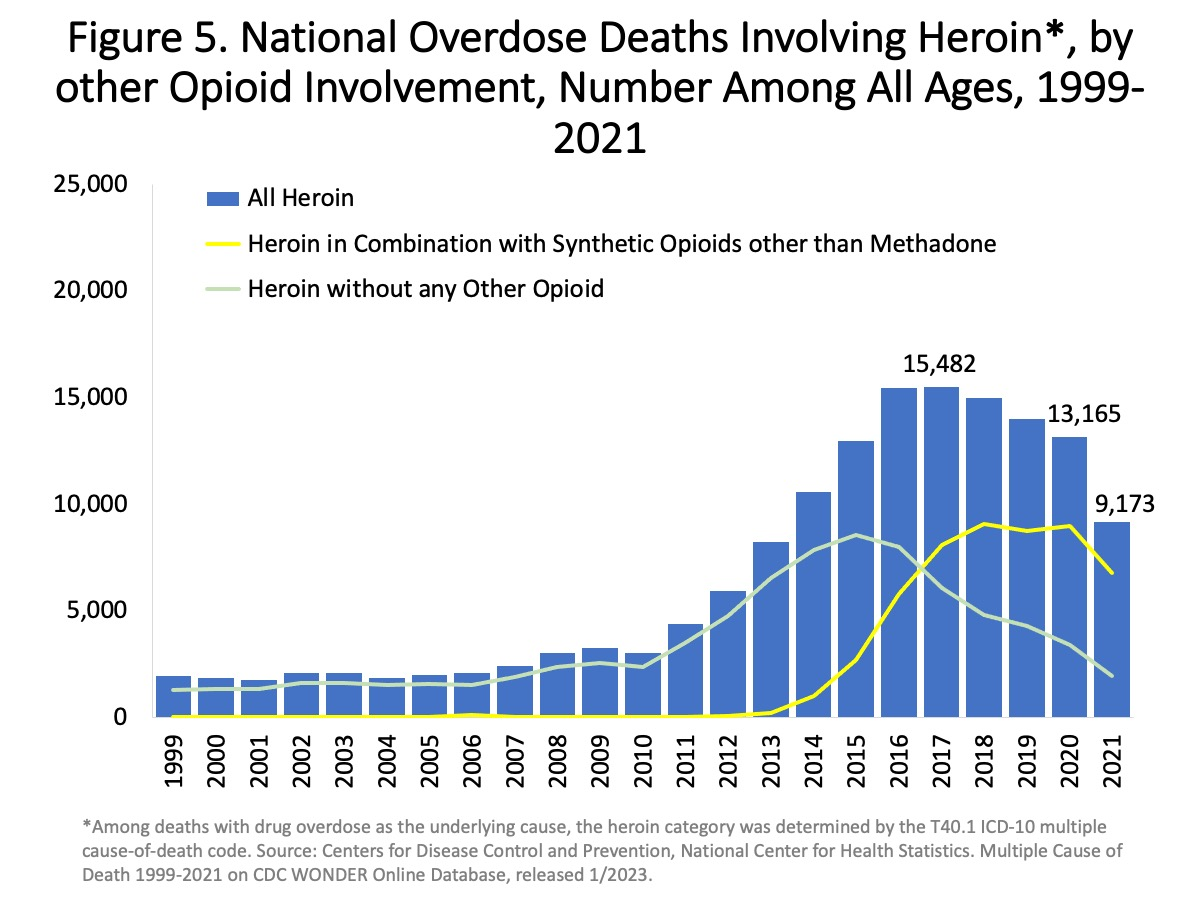
米国におけるヘロイン過剰摂取死者数推移

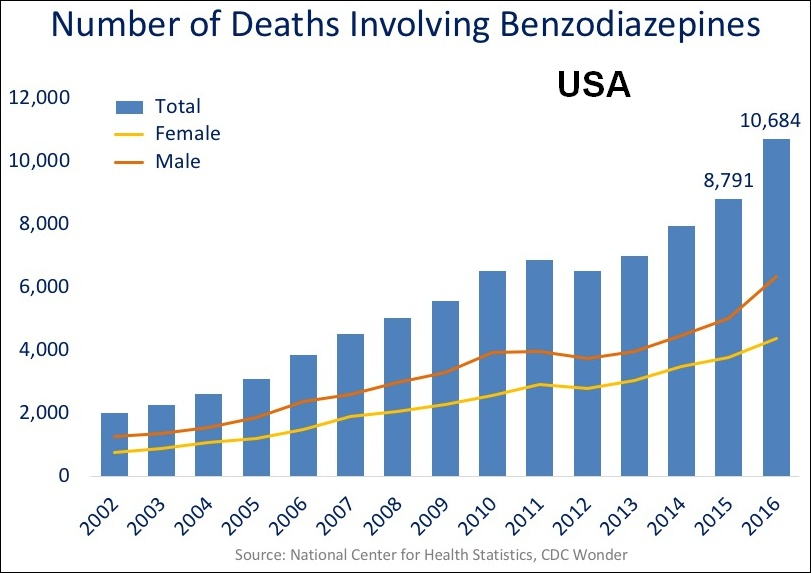
米国におけるベンゾジアゼピン過剰摂取死者数推移

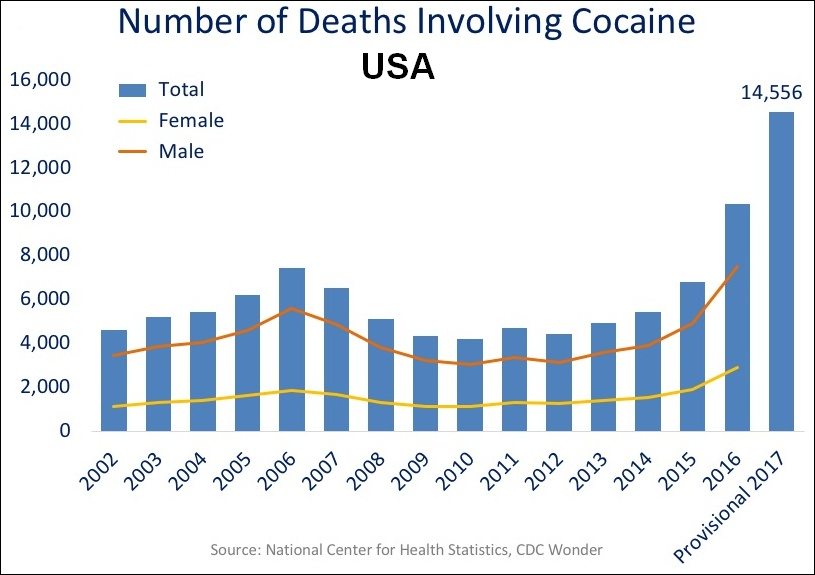
米国におけるコカイン過剰摂取死者数推移

精神障害の診断には、軽症の状態をうまく分離する境界がないため、製薬会社は薬を販売するため、強力な販売促進を推進し、アメリカ合衆国では、精神障害の有病率が毎年20 - 25%ずつ増加し、ヨーロッパでもあまり離れていない数字を維持している。
そして大手製薬会社は、精神科の薬や他の分野においても、副作用を隠したり、処方した医師に奨励金を渡したり、適応のない病気に対してマーケティングを行ったりといった違法な行為を行ったため、2010年前後半にも、それぞれの製薬会社は数億ドルから数十億ドルの罰金を支払っており、犯罪的に販売していた。そして街角で売られる（違法な）薬物よりも、処方箋医薬品による死亡が多くなるという結果を生んでいった。
アメリカ合衆国では、2000年と比較して2005年には薬物関連死が1.5倍となり、その結果、自殺や銃殺を上回ることとなった。特に2000年には4,000人程度であったオピオイド系鎮痛薬による死亡は、2010年には16,000人を超えた。
アメリカ薬物乱用・精神衛生管理庁（SAMHSA）は、薬物による自殺企図によって救急医療に搬送された件数は、2005年の151,477件から2011年には228,277件へと51%増加し、その内訳は（おそらく重複も数え）抗不安薬や睡眠薬が48%、鎮痛剤が29%、抗うつ薬が22%、医薬品以外ではアルコールが39%、違法薬物11%と報告した。イギリスのキース・ヴァズ議員は、今行動しなかった場合の悲惨な結末を、今日のアメリカに見ることができると述べた。
医薬品の過剰摂取による死亡者は、英米で交通事故死亡者数をも上回り、国際的な懸念となっている。毎年8月31日は、国際過剰摂取啓発デーである。
こうした状況から2013年に、『精神障害の診断と統計マニュアル』の第4版の編集委員長であったアレン・フランセスは、危険な過剰処方を防ぐために、大量や多種類など疑わしい処方を調剤薬局の販売システムなどで監視し、危険な処方や過剰な処方をする医師を割り出したりすることで対策し、逸脱者を懲戒することを提案している。FDAの薬の承認後の監視プログラムは十分ではないので、悪い薬を特定し廃止することが必要だともしている。アメリカにおける消費者への直接広告の禁止、適応外のマーケティング、病気喧伝の禁止も必要だとしている。
アメリカ疾病予防管理センターによれば36の州で、処方薬の監視プログラムが稼働しており、これは規制されている処方薬や調剤を追跡する国営の電子データベースである。
2010年には、日本うつ病学会など4学会が合同で過量服薬防止の願いを出し、2012年8月の日本の閣議決定で薬剤師の活用も提起されているが、2014年4月1日からは、一定数を超えた抗不安薬・睡眠薬、抗うつ薬、抗精神病薬を処方した医師には、診療報酬を減額することが決定した。
アメリカ合衆国では、処方されたオピオイドによる過剰摂取死は、2009年までの10年間で4倍となり、将来ヘロインによる死亡につながるのではと懸念されており、その増加は見られなかったが、2010年と2011年に薬物過剰摂取死の最多であったオキシコドンを、2012年に急増したヘロインが上回った。
2016年8月、アメリカ食品医薬品局(FDA)は、極度の眠気、呼吸抑制、昏睡および死亡につながることがあるオピオイドとベンゾジアゼピンの併用について、それら医薬品に、最も強い枠内警告を追加した。
2017年まで止まることなく増加しており、その過剰摂取と、これまた増加してきた自殺の40%が、オピオイドに関連したものであるため、両方の防止策が重要となってきた。

## 原因
過剰摂取の原因には、誤投与、誤飲/誤判断、自殺企図/自傷行為を目的としたもの、現実逃避、多幸感を得る為など多々ある。アメリカでの調査では、死亡の74.3%もが意図的でない死亡である。
誤判断の例として、作用量と致死量が近い薬物を日常的に利用している場合、薬物に耐性がついて以前と同じ量では効かなくなるが、しばらく利用をやめ耐性が回復したにもかかわらず、以前と同じ感覚で利用した場合に、過剰摂取してしまう場合がある。特に解毒施設や薬物更生施設、刑務所から解放された後はリスクが高い。
他には、薬の誤飲や、用量の誤判断がある。たとえば、子どもが鉄を含むマルチビタミン剤によって過剰摂取に陥る場合である。アメリカで子供が救急医療を必要とする頻度の高い原因として、アルコールやメチルフェニデートと並んで、エナジードリンクがある（カフェインの大量摂取となるため。死亡例も報告されている）。
自殺企図を試みて、処方薬の過量服用を行う場合がある。精神疾患にかかっている場合、過量服薬を繰り返す場合がある。自傷行為は致死性が低い点で、自殺企図とは本質的に異なるが、自傷行為を行う患者の場合、一つの方法を繰り返すよりは複数の方法を用いる場合が多く、こうした場合、過量服薬直後に人に打ち明け介入を求める傾向もある。2009年の英国国立医療技術評価機構（NICE）の診療ガイドラインは、自殺企図や自殺念慮の強い傾向がある場合には薬物療法を用いず、もし用いるとしても相対的に安全な薬で1週間をめどにし、効果がなければ中止することを推奨している。2008年の日本のガイドラインも、そうした患者に対し、抗うつ薬と抗精神病薬のような併用療法の有効性を支持する証拠もなく、同種類の薬を複数処方することにも注意し、過量服薬の危険性にも注意することを推奨している。
日本では多剤大量処方の問題があり、合計すれば致死的になるほどの処方薬が処方される場合もある。ガイドラインの後も、こうした患者に対して大量に処方する医師の存在は珍しくないとされる。また、悪徳な医師が意図的に多剤大量処方を行い、診療報酬などを稼ぐ例も見られ、問題となった。患者が他の精神科にかかったことがない場合、騙されていることに気がつくことはないため、その後、強い副作用や後遺症で生涯苦しむことになる。

### 致命的行動の誘発
日本での調査では、精神科にて治療中の自殺既遂者の多くがその直前に過量服薬していたことが明らかになっており、ベンゾジアゼピン系の薬物に作用によって、判断力が低下しまた衝動性が高まったことによってそのような行動に至った可能性も推測されている。また、特にアルコールは判断力を消失させて、他の薬物の服用など危険な行動につながりうるし、結果として薬物相互作用による重篤な過剰摂取が起こり得る。
日本では2010年の国会にて、東京都監察医務院の行政解剖から、自殺者の317人中289人(91%)が精神科の薬を服用した上での自殺であり、その多剤に服用した作用等が原因となって自殺を引き起こしているのではないかと報告されている。

## 薬物と致死性

縦軸：依存性：上に行くほど依存性の可能性の高い物質。横軸：右に行くほど活性量と致死量が近い。

ヘロインや、モルヒネのようなオピオイド系麻酔薬が呼吸中枢を抑制する危険性が最も高い。アルコールはそれらに匹敵するほど高く、バルビツール酸系睡眠薬や、ベゲタミン（クロルプロマジン・プロメタジン・フェノバルビタールの合剤）や、ペントバルビタール（催眠・鎮静剤のラボナ）も作用量と致死量が近い。また、アルコールのような薬物は他の薬物の作用を高め、深刻な事象に至る場合がある。例えば、アルコールとコカインとの併用で、心臓に有害なコカエチレンへと代謝されるというような場合もある。
薬の種類としては、バルビツール酸系に代わり、ベンゾジアゼピン類が用いられることも多いが、フルニトラゼパム（商標名ロヒプノール、サイレース）のような強力なベンゾジアゼピン類も致死性が近いことには変わりがない。問題になっている多剤大量処方により、意図的に過量服薬しなくても深刻な作用になっている場合がある。
たとえばカフェインでは、作用量と致死量との差が約100倍あり、こうした薬物の場合は過剰摂取による死は起こりがたい。しかし、エナジードリンクや、カフェイン錠剤の過剰摂取による死亡がたまに報道されている。
大麻やLSDやシロシビンは図のように安全係数が高く、重症例、死亡報告はほとんどない。他の規制された薬物に似た合法とされる薬物では、大麻や既存の幻覚剤よりも過剰摂取しやすい可能性がある。
麻酔薬のプロポフォールは、治療指数(LD50/ED50)が4.5であり、その逆数(ED50/LD50)は0.22となり、ヘロインよりも作用量と致死量が近い。

## 診断コード
世界保健機関（WHO）の疾病及び関連保健問題の国際統計分類(ICD-10)においては、T36-T50が薬物による中毒(Poisoning)であり、これには誤投与による過剰摂取や、過量に服薬してしまうことが含まれる。また意図的な過剰摂取は、自殺企図を意味することがあるが、ICDにおける中毒（Poisoning）が自殺企図を意味するかと言えば議論のあるものであり意図しない過剰摂取も相当に含まれる。
その精神障害にあたるICD-10精神と行動の障害では、F1x.0が急性中毒（Acute intoxication）であり、著しい害をもたらしている持続的な問題であれば有害な使用（薬物乱用）、あるいは依存症候群の可能性もある。

## 症候と症状
- 子どもが誤飲すると重い中毒症状を呈するリスクが高い医薬品[44]（鉄製剤[45]など）
- 通常の作用がより強く現れる場合（抗てんかん薬における眠気、インスリンにおける低血糖）
- 薬品の化学特性によって起こるそのほかの影響（アスピリンによる代謝性アシドーシス、アセトアミノフェンによる肝不全）
- 中枢神経系の刺激による不特定の症状（意識の混濁、めまい、吐き気、嘔吐など）
- 睡眠導入剤や抗不安薬やメジャートランキライザーとアルコールの同時多量摂取。

また薬を問わず、繰り返し過剰摂取を行うことによっての、肝臓や腎臓など内臓の機能低下を含めた悪影響も懸念される。
また、アルコールや睡眠効果のある薬や精神系の薬を大量服薬に使用した場合、一時的な記憶障害が症状として現れるときもある。具体的には大量服薬した前後の記憶がない、一時的に解離のような症状を呈するなど。また、抗不安薬や睡眠薬による奇異反応が生じた場合、攻撃性が生じることもある。これらは一時的なものであり、薬剤の血中濃度が下がれば回復する。

## 診断と治療
|                    | 血圧 | 心拍数 | 呼吸数   | 体温     | 瞳孔 | 腸音 | 発汗 |
| ------------------ | ---- | ------ | -------- | -------- | ---- | ---- | ---- |
| 抗コリン薬         | ~    | 上昇   | ~        | 上昇     | 散大 | 低下 | 低下 |
| コリン作動薬       | ~    | ~      | 変化なし | 変化なし | 収縮 | 上昇 | 上昇 |
| オピオイド         | 低下 | 低下   | 低下     | 低下     | 収縮 | 低下 | 低下 |
| アドレナリン作動薬 | 上昇 | 上昇   | 上昇     | 上昇     | 散大 | 上昇 | 上昇 |
| 鎮静薬             | 低下 | 低下   | 低下     | 低下     | ~    | 低下 | 低下 |

過剰摂取の診断と治療は、困難ではない。昏睡している場合、診断と治療は困難になる。時には患者が示す症候や血液検査で薬物が判明することもある。薬物が不明の場合、ごく一般的な処置をおこなう。
救急病院では、トライエージDOAのような薬物検査キットが用いられるが、検出に対応した薬剤でも、エチゾラム（商標名デパス）のような薬物では検出閾値が高く、相当量服用していなければ検出できない。
特定の薬剤については解毒剤が存在する。たとえばヘロイン、モルヒネなどのオピオイドには、離脱の影響に対応するためゆっくりとナロキソンの最小有効量が考慮される
摂取から1時間以内であれば、活性炭による吸着がなされる。胃洗浄、催吐薬、経口腸管洗浄剤は稀であり、催吐薬や下剤は推奨できず、胃洗浄、経口腸管洗浄剤、複数回の活性炭は国営毒物情報サービスの推奨がない限り、推奨できない。英国国立医療技術評価機構（NICE）は自傷のケースでは、催吐薬の使用を推奨していない。

### 催眠鎮静薬・アルコールの過剰摂取
呼吸数や酸素飽和度が下がっている場合、救命処置のABC（気道と循環の確保）を行う。
催眠鎮静薬である場合はベンゾジアゼピン系過量服薬（英語: Benzodiazepine overdose）や、バルビツール酸系過量服薬も参照される。ベンゾジアゼピン過剰摂取では、フルマゼニルが拮抗薬として使用される。三環系抗うつ薬を含むけいれん促進作用のある薬、てんかんの既往歴、ベンゾジアゼピンに依存した患者には、フルマゼニルの使用は推奨できない。
アルコールや睡眠薬が原因の場合、今度は、それらが慢性的に大量に摂取されていた場合の急な完全な断薬から生ずる離脱症状の振戦譫妄(DT)が致命的となる可能性があることに注意が必要である。振戦譫妄は、断薬から2 - 3日で激しくなり、4 - 5日で最高となる。

### 覚醒剤の過剰摂取
ジアゼパムを投与して鎮静させる。これらベンゾジアゼピンに反応しない場合は短期間の抗精神病薬の投与が考慮されるが、長期投与を行ってはならない。

## 疫学

### 死亡者数

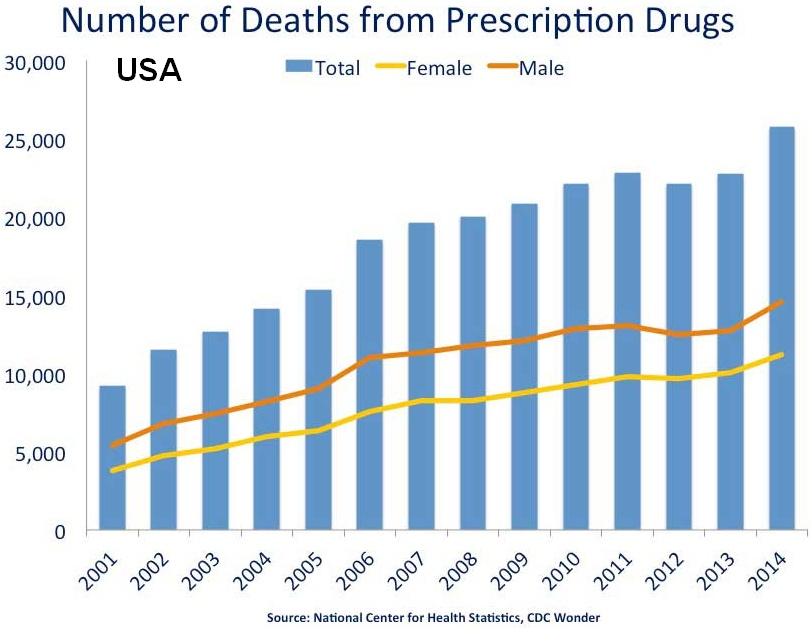
米国による処方薬過剰摂取死者数推移

アメリカでは、医学審査官や検視官によって提出された詳細な死因ファイルに基づいた調査数が判明している。2010年には、アメリカで薬物の過剰摂取に起因する38,329人の死亡があった。22,134人(57.7%)が医薬品によるものである。その16,451(74.3%)が意図的でない死亡であり、自殺企図は3,780人(17.1%)に過ぎない。オピオイド系鎮痛薬によるものが16,651人と大半であるが、ベンゾジアゼピン系薬物6,497人、抗うつ薬3,889人、抗てんかん・抗パーキンソン病薬1,717人、抗精神病薬および神経弛緩薬1,351人と精神科の薬による死亡もまた合計するとオピオイドに匹敵する。
1999年から2010年の、アメリカの全50州の死亡証明書の分析により、州ごとの医療大麻の合法化に伴って、その州のオピオイド系鎮痛薬の過剰摂取による死亡者数は低下している。共に鎮痛作用は主な作用である。
イギリスでは、2010年の薬物に関連する死亡は、合計2597人であり、すべてのベンゾジアゼピン系薬物で307人、鎮痛薬のトラマドールが132人、合法ドラッグによるものが22人という報告がある。イギリス薬物政策委員会の報告では、乱用薬物による死亡は2010年はヘロイン/モルヒネ1,061人（共にオピオイド）、メサドン503人（オピオイド）、コカイン180人、アンフェタミン50人、エクスタシー9人、テマゼパム38人である。
日本では、2010年に東京都区部内で死亡した死因不明の異状死の14,396件のうち、司法解剖された2938名の調査がある。血液から複数の薬物が検出されたのは過半数の54%である。2010年の内訳では、医薬品など841人(28%)、エタノール（アルコール）654人(22%)、一酸化炭素61人、青酸37人、覚醒剤など31人である。医薬品の内訳は、睡眠薬306人、精神神経用薬302人、抗てんかん薬79人、解熱鎮痛消炎薬25人である。2006年から2010年の「5年間で」MDMA6件、モルヒネ1件（オピオイド）、コカイン1件の検出である。この分析は、検出された薬物の動向の分析により、不慮の中毒死、自殺、また乱用防止に寄与するという目的がある。
| ヘロイン         | オピオイド       | 10,863 | 23.1% |
| コカイン         | 精神刺激薬       | 05,856 | 12.4% |
| オキシコドン     | オピオイド       | 05,417 | 11.5% |
| アルプラゾラム   | ベンゾジアゼピン | 04,217 | 09.0% |
| フェンタニル     | オピオイド       | 04,200 | 08.9% |
| モルヒネ         | オピオイド       | 04,022 | 08.5% |
| メタンフェタミン | 精神刺激薬       | 03,728 | 07.9% |
| メサドン         | オピオイド       | 03,495 | 07.4% |
| ヒドロコドン     | オピオイド       | 03,274 | 07.0% |
| ジアゼパム       | ベンゾジアゼピン | 01,729 | 03.7% |

### 救急と特別集団
アメリカの幼児では、薬の過剰摂取による救急医療の利用は、洗浄剤などの家庭用品を上回っており、毎年7万人以上が意図しない過剰摂取により搬送されている。最も多い年齢層は、2歳である。監視の届かない状態での薬の摂取による子供の救急搬送では、オピオイドが17.6%、ベンゾジアゼピンが10.1%と最も一般的に関与する薬の種類であった。また、12種類の薬で全体の45%の入院を占め、それは鎮痛薬のブプレノルフィン、オキシコドン、ヒドロコドンであり、血圧改善薬のクロニジン、メトプロロール、リシノプリル、アムロジピン、糖尿病治療薬のグリピジド、グリブリド、抗不安薬のクロナゼパム、ロラゼパム、禁煙薬のブプロピオンであった。
アメリカでの高齢者における薬の副作用による救急入院では、2007年から2009年に毎年約10万人であり、意図的ではない過剰摂取による入院は65.7%で、5つ以上の併用薬は結果として入院に至ることが多い。その原因の67.0%を4種類の薬剤が占め、それは抗凝固剤ワルファリン33.3%、インスリン13.9%、経口の抗血小板剤13.3%、経口の血糖降下剤10.7%であり、その原因88.3%に広げると5種類の一般的な薬の分類となり、それは血液作用薬、内分泌薬、心血管作動薬、中枢神経用薬、抗感染症薬であった。

## 過剰摂取で死亡した人物
注:服毒自殺も含む。
映画関係
- ライナー・ヴェルナー・ファスビンダー - 映画監督
- ジョン・ベルーシ - コメディアン・俳優・ミュージシャン
- クリス・ファーレイ - コメディアン
- モンゴメリー・クリフト - 俳優
- ベラ・ルゴシ - 俳優
- クリストファー・ペン - 俳優
- リヴァー・フェニックス - 俳優
- マリリン・モンロー - 女優
- ドロシー・ダンドリッジ - 女優
- ジュディ・ガーランド - 女優・歌手
- イーディー・セジウィック - モデル・女優
- ヒース・レジャー - 俳優
- ブラッド・レンフロ - 俳優
- コリー・モンティス - 俳優
- 霧立のぼる - 女優

音楽関係
- エリス・レジーナ - ミュージシャン
- エルヴィス・プレスリー(1977年) - ミュージシャン
- キース・ムーン - ザ・フーのドラマー
- シド・ヴィシャス(1979年) - セックス・ピストルズのベーシスト
- ジュディ・シル - ミュージシャン
- ジミ・ヘンドリックス - ギタリスト
- ジャニス・ジョプリン - ミュージシャン
- ジム・モリソン - ドアーズのボーカル
- ティム・バックリィ - ミュージシャン
- トミー・ボーリン(1976年) - ディープ・パープルのギタリスト
- マイケル・ジャクソン - ミュージシャン
- マック・ミラー - ラッパー
- ジョン・エントウィッスル - ザ・フーのベーシスト
- フィル・ライノット - ミュージシャン
- ブライアン・エプスタイン - ビートルズのマネージャー
- ボン・スコット - AC/DCのボーカル
- ディー・ディー・ラモーン - ラモーンズのベーシスト
- ニック・ドレイク - ミュージシャン
- ヒレル・スロヴァク - レッド・ホット・チリ・ペッパーズのメンバー
- レイン・ステイリー - アリス・イン・チェインズのボーカル
- セス・パットナム - アナル・カント（AxCx）のボーカル
- リル・ピープ - ラッパー
- ブライアン・コール - アソシエイションのベーシスト
- GGアリン - ミュージシャン
- TOKONA-X - M.O.S.A.D.のMC
- 尾崎豊
- 華月 - ヴィジュアル系バンドRaphaelのギタリスト、リーダー
- 大佑 - ヴィジュアル系バンド蜉蝣のボーカル
- ポール・グレイ - スリップノットのベーシスト
- ロブ・ピラトゥス - ミリ・ヴァニリ
- オーデラス・ウランガス(デイヴ・ブロッキー) - グワァーのヴォーカル[60]
- 白木秀雄 - ジャズドラマー
- ジュース・ワールド - ラッパー

作家

- 芥川龍之介 - 小説家
- 南条あや - ネットアイドル・フリーライター
- 金子みすゞ - 詩人
- L・M・モンゴメリ - 児童文学作家

アスリート

- ケン・カミニティ - 元メジャーリーガー
- マルコ・パンターニ - 自転車選手
- ソニー・リストン - ボクサー
- シェルビー・ウォーカー - 総合格闘家
- クリストファー・ボーマン - フィギュアスケーター

その他

- アンナ・ニコル・スミス - 元プレイメイト
- ドミノ・ハーヴェイ - 賞金稼ぎ
- 金武義 - フリーランスライター
- ジョシュア・新村 - 元モデルで、土屋アンナの元夫。フリーディア（旧名：こずえ鈴）の実弟